# Turret, The (udde i Antarktis, lat -77,68, long 166,48)
Turret, The är en udde i Antarktis. Den ligger i Östantarktis. Nya Zeeland gör anspråk på området.
Terrängen inåt land är kuperad. Trakten är glest befolkad. Närmaste befolkade plats är McMurdo Station, 18,6 kilometer söder om Turret, The. 